# Bregenz (huyện)
Huyện Bregenz là một huyện hành chính (Bezirk) thuộc bang Vorarlberg, Áo. Huyện này gồm vùng Bregenzerwald, thung lũng Leiblach và phần thuộc Áo của hồ Constance.
Huyện có diện tích 863,33 km², dân số 125.539 người (năm 2007), mật độ dân số 142 người trên mỗi km². Trung tâm hành chính năm ở Bregenz.

## Phân chia hành chính
Huyện có 40 đô thị, trong đó có 1 thị xã.

### Thị xã
1. Bregenz (28.787)

### Phố thị
1. Bezau (1875)
2. Hard (12.397)
3. Lauterach (9.183)
4. Wolfurt (7894)

### Đô thị
1. Alberschwende (3000)
2. Andelsbuch (2282)
3. Au (1683)
4. Bildstein (709)
5. Bizau (978)
6. Buch (568)
7. Damüls (340)
8. Doren (1013)
9. Egg (3375)
10. Eichenberg (387)
11. Fußach (3557)
12. Gaißau (1541)
13. Hittisau (1809)
14. Höchst (7388)
15. Hohenweiler (1303)
16. Hörbranz (6275)
17. Kennelbach (1956)
18. Krumbach (960)
19. Langen (1331)
20. Langenegg (1027)
21. Lingenau (1348)
22. Lochau (5369)
23. Mellau (1268)
24. Mittelberg (4947)
25. Möggers (549)
26. Reuthe (595)
27. Riefensberg (1000)
28. Schnepfau (480)
29. Schoppernau (904)
30. Schröcken (228)
31. Schwarzach (3400)
32. Schwarzenberg (1747)
33. Sibratsgfäll (423)
34. Sulzberg (1709)
35. Warth (188)

(population numbers 2003)